# Ластицихе
Ластицихе (груз. ლასტიციხე) — село в Грузии, на территории Тетрицкаройского муниципалитета края (мхаре) Квемо-Картли.

## География
Село находится в юго-восточной части Грузии, на южных склонах Триалетского хребта, на расстоянии приблизительно 20 километров (по прямой) к северо-востоку от города Тетри-Цкаро, административного центра муниципалитета. Абсолютная высота — 1148 метров над уровнем моря.

## Население
По результатам официальной переписи населения 2014 года постоянное население в Ластицихе отсутствовало.